# Chris Espinosa
Chris Espinosa (/ˌɛspɪˈnoʊzə/) és un empleat sènior d'⁣Apple Inc., oficialment l'empleat número 8. Després d'haver-se unit a l'empresa als catorze anys l'any 1976, quan encara estava allotjat al garatge dels pares de Steve Jobs, escrivint manuals de programari i codificant després de l'escola, és l'empleat actual i amb més temps dins la companyia.

## Carrera
Espinosa va conèixer Steve Jobs a la Byte Shop de Paul Terrell mentre Jobs instal·lava un Apple I, i més tard es va fer amic de Steve Wozniak. Espinosa havia estat advertit contra els dos pels seus professors de Homestead High School, on també havien estat estudiants.
El 1976, a l'edat de 14 anys, es va convertir en l'empleat número vuit d'Apple, com un dels empleats més joves. Va començar a escriure programes BASIC al garatge de Jobs. Ell i altres empleats primerencs dormien sota els seus escriptoris. Ha treballat tota la seva vida a Apple, amb l'excepció d'un breu parèntesi durant el qual va estudiar a la Universitat de Califòrnia, Berkeley, on el seu assessor de primer any era l'estudiant de postgrau Andy Hertzfeld, que juntament amb Barney Stone, havia iniciat un grup local d'usuaris d'Apple. El 1981, Jobs va convèncer Espinosa que abandonés Berkeley per treballar al departament de publicacions d'Apple. Tot i que Espinosa no va participar en l'⁣oferta pública inicial de l'empresa, Wozniak havia ofert fins a 2.000 accions abans de la sortida a borsa a 5 dòlars l'acció a cadascun d'un grup de 40 empleats, inclòs Espinosa, que creia que estaven infravalorats, que es va conèixer com el WozPlan.
Espinosa ha treballat en diferents llocs i departaments a Apple. Ha contribuït als clàssics Mac OS, A/UX, HyperCard, Taligent and Kaleida Labs (com a director de projecte a l'⁣aliança AIM), AppleScript, Xcode, macOS, i el sistema iOS Family Sharing. És un ponent freqüent a las Conferència Mundial de Desenvolupadors d'Apple i de tant en tant apareix com a panelista a la sessió Stump the Experts.

## En mitjans de comunicació
L'actor Eddie Hassell va interpretar Espinosa a la pel·lícula del 2013, Jobs.